# Cattolica (Italia)
Cattolica (AFI: /katˈtɔlika/; Catòlga in romagnolo) è un comune italiano di 16 583 abitanti della provincia di Rimini, in Emilia-Romagna. Affacciata sul mare Adriatico, è una nota località turistica balneare della Riviera romagnola con un'antica tradizione marinaresca.

## Geografia fisica

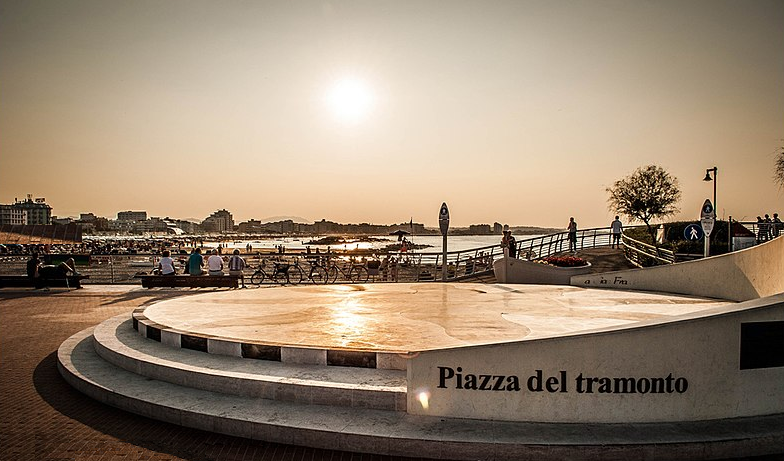
La panoramica Piazza del Tramonto

### Territorio
Cattolica confina a sud con Gabicce Mare (PU), da cui è separata dal torrente Tavollo, a sud-ovest con Gradara (PU), a nord-ovest con Misano Adriatico (dal quale è separata dal fiume Conca) e ad ovest con San Giovanni in Marignano. È bagnata a nord-est dal Mare Adriatico, dove la linea costiera che nel resto della Romagna risulta regolare qui s'incurva gradatamente verso est e verso nord-est per un brevissimo tratto adiacente alla darsena (dove si trova oggi l'omonima Piazza del Tramonto) formando così una piccola insenatura poco accentuata. Tagliata dal torrente Ventena (che dà anche il nome ad un quartiere cittadino), nella parte interna di Cattolica si innalzano i primi rilievi collinari che anticipano l’Appennino tosco-romagnolo. È il comune più orientale dell'Emilia-Romagna, il più meridionale della riviera romagnola e costituisce l'estrema propaggine meridionale della Pianura Padana.

### Clima
Il clima è simile a quello della Pianura Padana (temperato subcontinentale) con influenze marine e collinari. Rispetto al resto della Romagna si hanno alcune differenze nella stagione fredda che a Cattolica, per la sua particolare posizione al margine della pianura e adiacente ai rilievi appenninici, risulta più mite. Nei mesi più freddi (dicembre e gennaio) le temperature minime risultano infatti localmente più elevate (+1,2/+0,9 °C) rispetto alla zona centrale della costa romagnola.
| Cattolica           | Mesi | Mesi | Mesi | Mesi | Mesi | Mesi | Mesi | Mesi | Mesi | Mesi | Mesi | Mesi | Stagioni | Stagioni | Stagioni | Stagioni | Anno |
| Cattolica           | Gen  | Feb  | Mar  | Apr  | Mag  | Giu  | Lug  | Ago  | Set  | Ott  | Nov  | Dic  | Inv      | Pri      | Est      | Aut      | Anno |
| ------------------- | ---- | ---- | ---- | ---- | ---- | ---- | ---- | ---- | ---- | ---- | ---- | ---- | -------- | -------- | -------- | -------- | ---- |
| T. max. media (°C)  | 7,5  | 9,6  | 12,8 | 16,8 | 21,7 | 26,0 | 28,5 | 27,9 | 24,3 | 19,3 | 13,6 | 9,0  | 8,7      | 17,1     | 27,5     | 19,1     | 18,1 |
| T. media (°C)       | 4,1  | 5,8  | 8,7  | 12,3 | 16,7 | 20,7 | 23,1 | 22,7 | 19,5 | 15,0 | 10,0 | 5,6  | 5,2      | 12,6     | 22,2     | 14,8     | 13,7 |
| T. min. media (°C)  | 0,8  | 2,0  | 4,6  | 7,8  | 11,7 | 15,4 | 17,7 | 17,6 | 14,8 | 10,8 | 6,4  | 2,3  | 1,7      | 8,0      | 16,9     | 10,7     | 9,3  |
| Precipitazioni (mm) | 57   | 52   | 62   | 65   | 56   | 52   | 53   | 55   | 72   | 72   | 83   | 64   | 173      | 183      | 160      | 227      | 743  |

La temperatura media dell'acqua marina nella stagione estiva risulta così distribuita:
- giugno 22,9 °C
- luglio 25,3 °C
- agosto 25,8 °C
- settembre 23,0 °C

## Origini del nome
L'origine del nome Cattolica non è documentabile con certezza. L'ipotesi principale lo fa derivare dal termine greco katholiké, col significato di "chiesa parrocchiale". Da notare che il piccolo corso d'acqua che attraversa il paese era indicato nel secolo XIV come Rivus Catholicae. Risulta del tutto leggendaria l’origine, così come descritta sulla lapide murata nel 1637 sul fronte della chiesa di S. Apollinare, che fa risalire il toponimo ad un debito di riconoscenza verso il luogo che ospitò San Gaudenzio e dei vescovi cattolici in fuga da un gruppo di eretici ariani durante l'anno 359.

## Storia
Ritrovamenti archeologici mostrano l'esistenza di insediamenti in loco a partire dall'età del bronzo. Lungo la via Flaminia i reperti rinvenuti sono di età romana e bizantina, a testimonianza dell'antica origine di un abitato.
Il primo riferimento scritto (VIII secolo) descrive la cessione alla Chiesa, da parte di Pipino il Breve, dei territori della Pentapoli; nell'elenco delle città compare anche castrum Conchae. Documenti successivi parlano dell'abitato di Conca, dotato di un castello (ruderi di una sua torre si trovano tuttora sul colle di Monte Vici, oggi all'interno della città di Cattolica). Questa area decadde intorno al Mille, venendo poi totalmente abbandonata, probabilmente a causa di una catastrofica esondazione o inondazione dei fiumi limitrofi (nei secoli successivi diversi scritti e mappe contengono la citazione Conca città profondata, senza tuttavia spiegarne il significato).
La fondazione, sulla via Flaminia, di un castrum in località Catholica è testimoniata da un atto del 1271 nel quale si riporta che alcuni abitanti dei paesi posti sulle colline pesaresi circostanti, decisero di insediarsi in quelle terre, appartenenti all'Arcivescovado di Ravenna, ponendosi così sotto la tutela di Rimini. Nel 1313 viene menzionata la chiesa di Sant'Apollinare, e un censimento del 1376 rileva nel piccolo borgo 25 focularia (nuclei famigliari con capacità lavorativa).
L'abitato di Cattolica è citato, pochi anni dopo, nella Divina Commedia di Dante:
(Dante Alighieri, Divina Commedia, Inferno, canto 28 - versi 76-81)
Nel XV secolo il borgo si consolida come luogo di sosta per chi viaggia fra Rimini e Pesaro, offrendo taverne e locande per ospitare i viaggiatori, oltre che stazioni per il cambio dei cavalli, e maniscalchi. Successivamente i Malatesta di Rimini vi costruiscono la rocca (iniziata nel 1490 e terminata intorno al 1590), un bastione turrito per la difesa da eserciti invasori e l'avvistamento tempestivo di incursioni di pirati saraceni. La Cattolica del 1573 conta 150 abitanti, ma negli anni successivi si ha un'espansione, e al di fuori del piccolo borgo medievale nascono diversi edifici isolati lungo l'asse della via Flaminia. Gli abitanti svolgono essenzialmente i mestieri di osti e pescatori. Nel 1576 la chiesa di Sant'Apollinare viene elevata a parrocchia, viene costruito un nuovo edificio per l'Ospedale dei Pellegrini (istituzione già presente dalla fine del sec. XIII), poi l'annesso Oratorio e infine un nuovo ponte sul fiume Tavollo più a valle del precedente.

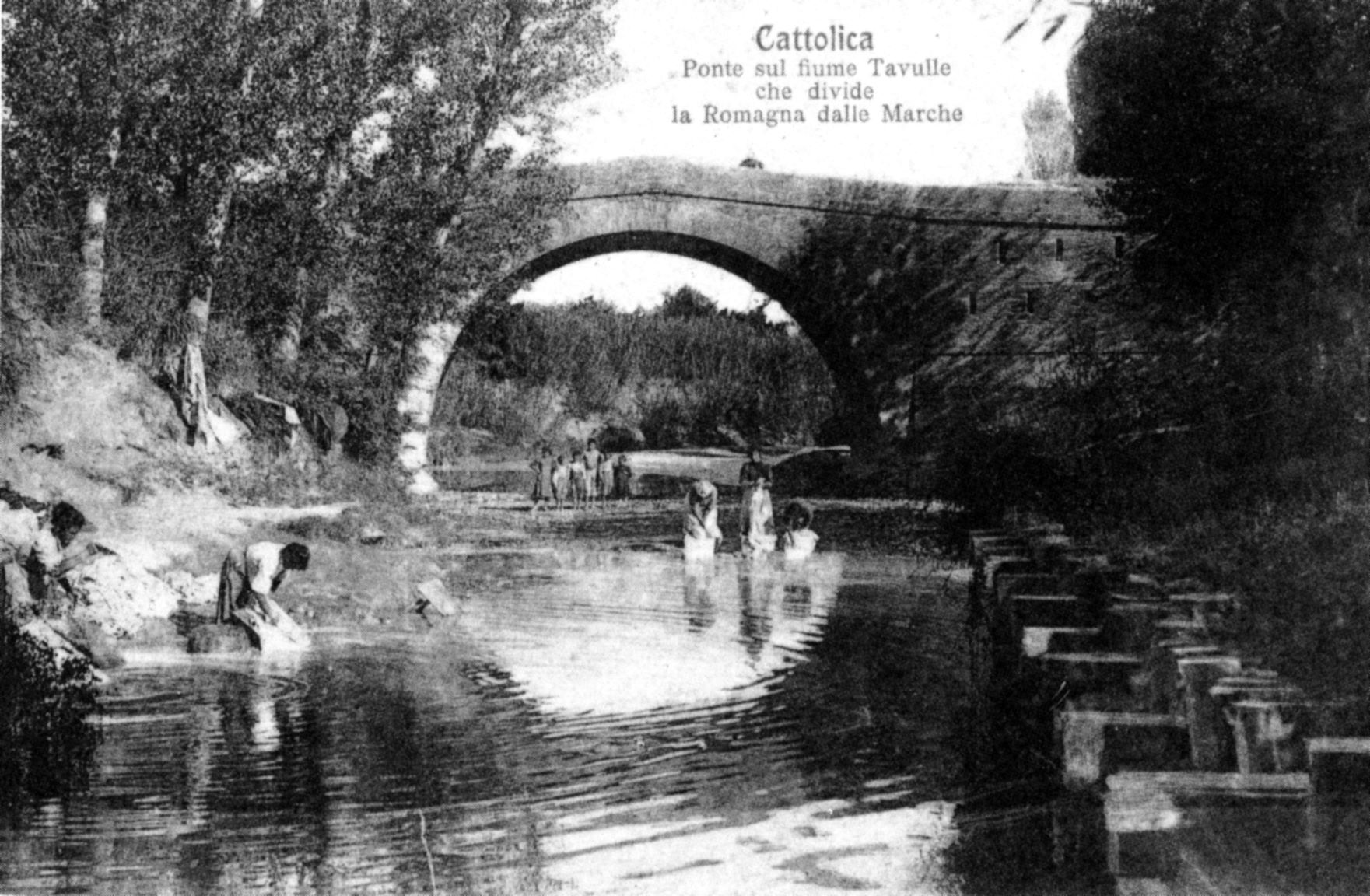
Il vecchio ponte sul Tavollo.

Nel XVIII secolo il controllo da parte di Rimini si affievolisce e la Restaurazione seguita al periodo napoleonico vede l'abitato di Cattolica inglobato amministrativamente nella vicina San Giovanni in Marignano. Nell'Ottocento si ha un consistente sviluppo demografico e urbanistico. Nel 1836 si realizza la "strada nuova", una breve deviazione della via Flaminia in una zona più bassa per evitare la salita del tratto interno all'abitato, che rende difficoltosi i trasporti di carichi pesanti. Nuovi edifici nascono quindi lungo il nuovo tratto stradale ("Cattolica nuova"), mentre nella "Cattolica vecchia" viene demolita Porta Gregoriana (Porta Rimini era stata abbattuta alcuni decenni prima). La foce del Tavollo viene adattata a porto canale, la pesca e le attività connesse ricevono un grande impulso e nelle immediate vicinanze nasce un nuovo quartiere di tipiche case basse della gente di mare. Il 10 novembre 1861 con la realizzazione della linea Rimini-Pesaro si inaugura, a monte dell'abitato, la nuova stazione ferroviaria. Nel corso del secolo dai 972 abitanti del 1814 la popolazione passa ai 3 619 del 1901. Si arriva così, nel 1896, alla separazione amministrativa da San Giovanni in Marignano e Cattolica diventa comune autonomo.

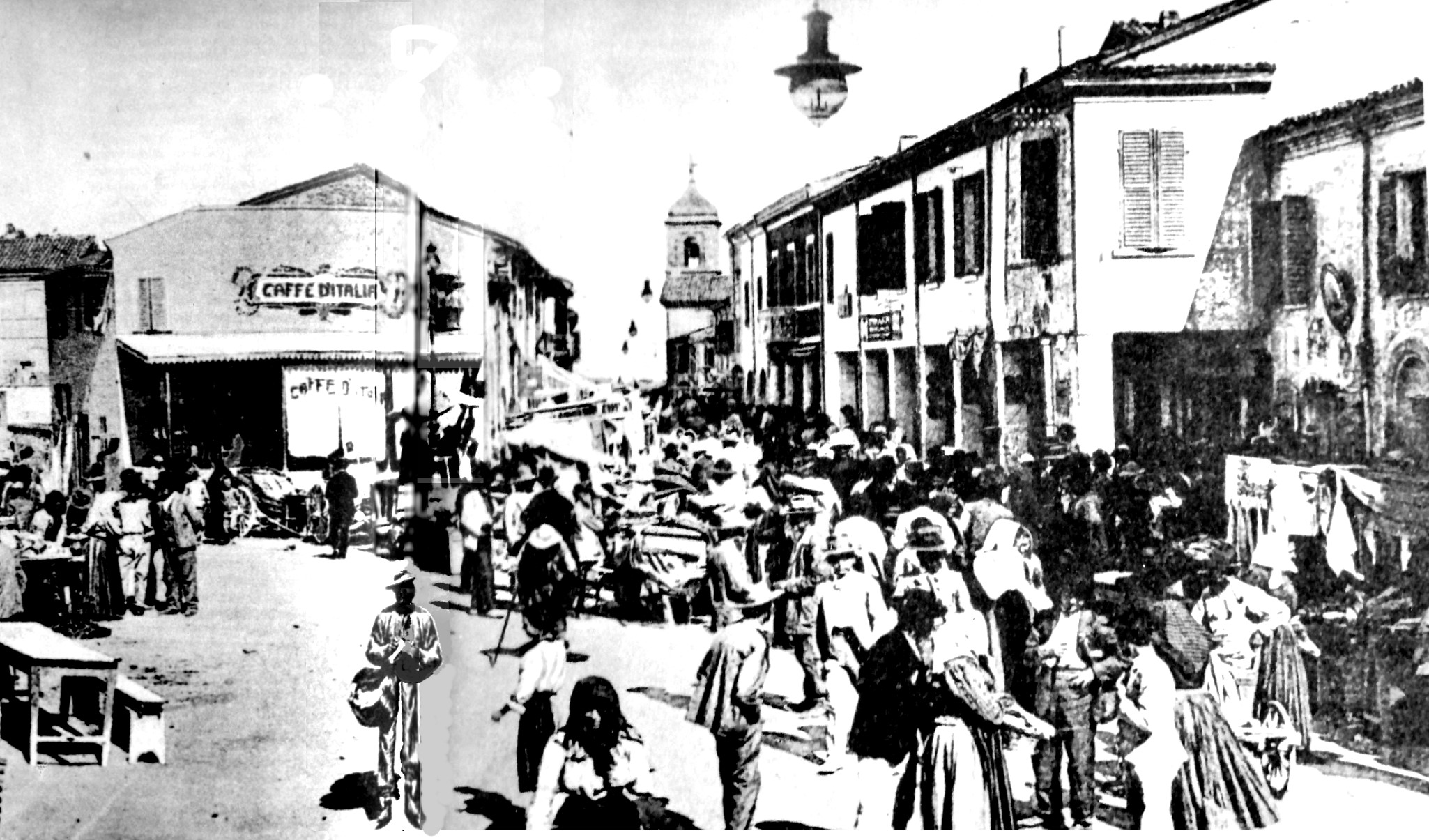
Il mercato a Cattolica alla fine dell'Ottocento.

A metà ottocento la pratica dei bagni di mare a scopo benefico e curativo a Cattolica è già diffusa. E proprio un medico della città, Domenico Cervesi (1814-1878), già allievo e assistente all'Università di Bologna del noto luminare cesenate Maurizio Bufalini, nel 1856 dà alle stampe Sull'uso ed abuso dei bagni di mare, dove tratta scientificamente l'aspetto terapeutico dell'acqua marina.
Il concorso dei bagnanti costituisce senza dubbio un cespite di ricchezza pel paese di Cattolica.»
(Relazione sui bagni marittimi a Cattolica, 1855-1864)
Fino al 1862 i bagnanti erano costretti, per raggiungere la spiaggia, ad utilizzare sentieri appena tracciati, ma in quell'anno il comune amplia ed arreda due tracciati preesistenti, dal ponticino sulle Vivare (che attraversa la via Flaminia) fino alla svolta (oggi piazza Nettuno) e di qui al piazzale del lazzaretto (oggi piazza 1º Maggio) in cui nel 1883 verrà poi costruito il primo Kursaal. La cittadina inizia quindi ad espandersi verso la spiaggia con eleganti ville e ampi giardini. I frequentatori del mare sono inizialmente famiglie dell'aristocrazia nobiliare o borghese. Fra le grandi personalità che soggiornano nella località in quegli anni abbiamo Guglielmo Marconi, i cui zii vi hanno edificato una villa, e Vasilij Kandinskij, che vi è ospitato nel 1930. Alle famiglie altolocate si uniscono poi quelle della piccola borghesia, che risiedono in stanze affittate da abitanti del posto. Dopo la realizzazione dell'imponente edificio che ospita municipio e scuole (attuale Palazzo Mancini, 1914), vengono inaugurate nuove ampie vie, mentre numerosi terreni incolti si trasformano in lotti per la costruzione di villini e pensioni. La città assiste negli anni '20 ad un imponente sviluppo urbano, che non ha pari nemmeno con il successivo "boom" edilizio dei decenni successivi al dopoguerra.
Negli anni Trenta si sviluppa il turismo delle colonie. Enti con finalità salutistiche o assistenziali edificano o affittano strutture destinate ad accogliere un gran numero di bambini provenienti da zone interne lontane dal mare, anche con intenti politici durante il regime fascista. Realizzazione particolarmente imponente è il complesso originariamente denominato Colonia XXVIII Ottobre e successivamente Le Navi.
La seconda guerra mondiale, nel 1944, vede Cattolica molto vicina alla Linea Gotica, che passa fra la città e Pesaro, ma i bombardamenti sull'abitato sono sporadici, con vittime e distruzioni assai limitate. I mesi successivi all'8 settembre 1943 vedono il formarsi di un distaccamento GAP di 24 membri attivi comandati dal futuro deputato Giuseppe Ricci collegati l'8ª Brigata romagnola e la 5ª Brigata Garibaldi pesarese, che conduce attività di intelligence e sabotaggio contro gli occupanti nazifascisti. Nel dicembre 1943 un gruppo di alti ufficiali alleati in fuga, con un'ardita operazione gestita dai partigiani, vengono imbarcati su un motopeschereccio raggiungendo Sud Italia in mano alleata. L'episodio più significativo della guerra di liberazione in città è la fucilazione dei militari Domenico Rasi e Vanzio Spinelli, studenti cesenati arruolati nelle forze della RSI di stanza a Cattolica e Gabicce accusati di intesa con i partigiani e fucilati il 24 giugno 1944 nel cimitero comunale, ai quali è stato intitolato il lungomare della città. Altri martiri della Resistenza legati a Cattolica sono Egidio Renzi, antifascista trasferitosi a Roma trucidato alle Fosse Ardeatine, e Augusto Cecchetti, salito in montagna per unirsi ai partigiani, catturato in un rastrellamento e successivamente ucciso.

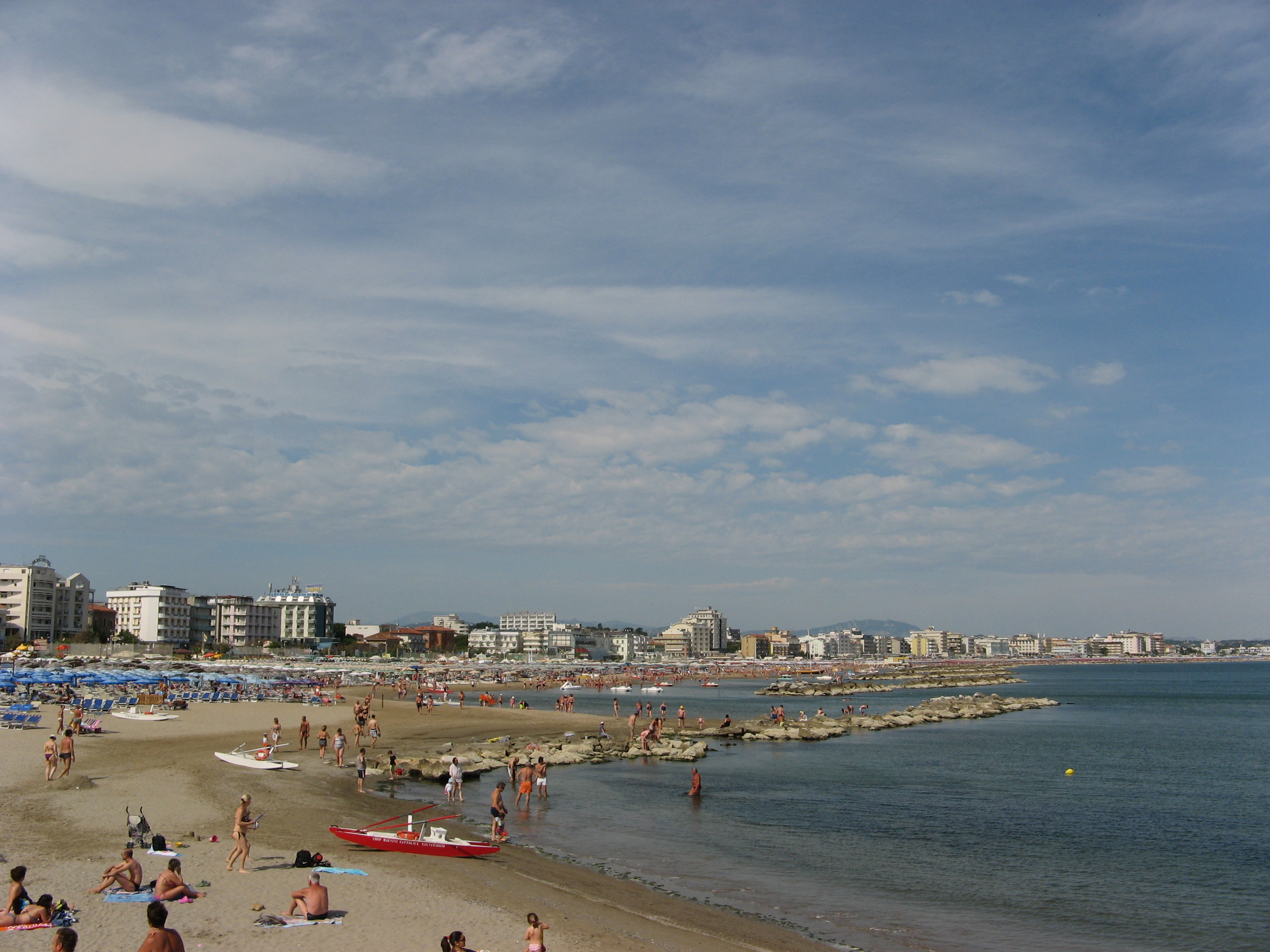
La spiaggia di Cattolica.

Gli anni Cinquanta, in una trasformazione simile a quella dei principali centri della Riviera Romagnola, vedono un forte incremento demografico (la popolazione raddoppia in vent'anni) e un vasto processo edificatorio, con la realizzazione di un gran numero di alberghi e pensioni, assieme a bar, ristoranti e sale da ballo.
Parallelamente anche l'attività marinara si estende e si evolve. Nel 1924 le imbarcazioni risultano 224 con 700 addetti e nel 1934 il porto canale, insufficiente, viene affiancato da una nuova darsena. Nascono aziende per l'inscatolamento delle sardine e si estende anche la pesca delle vongole. Nel 1930 viene istituita la Casa del Pescatore. Anche la cantieristica di piccola e media entità, già presente dai secoli precedenti, nel XX secolo si amplia modernizzandosi. Dalla costruzione di trabaccoli (dei quali Cattolica era nota nell'Ottocento), barchetti, lance e lancioni, si passa alla realizzazione di motopescherecci moderni e scafi per la nautica da diporto, fino a yacht di notevoli dimensioni.
Il comune ha fatto parte della Provincia di Forlì fino al 1992, quando è stato inserito nella nuova provincia di Rimini.

### Simboli
Lo stemma, concesso con regio decreto del 9 agosto 1899, rappresenta un'allegoria della religione cattolica, in forma di donna, coi Vangeli e le tavole della legge, sul mare Adriatico solcato da pescherecci.
Il gonfalone è un drappo di azzurro a tre bandoni sfalsati da destra a sinistra.

## Monumenti e luoghi d'interesse
Ospitale dei Pellegrini e Museo della Regina
Costruito nel 1584 per ospitare viandanti e pellegrini e poi trasformato in caserma nell'Ottocento, dopo diverse modifiche strutturali venne restaurato nel 2000 per ospitare il Museo della Regina. Oggi come museo riunisce le principali raccolte di reperti del territorio: i ritrovamenti dell’era antica provenienti da due principali zone di scavo (Piazza del Mercato e Casa Filippini), modelli di imbarcazioni tradizionali, attrezzi della marineria e della cantieristica a cui si aggiungono immagini che documentano l’evoluzione della zona portuale e dei suoi impianti.
Oratorio di Santa Croce
La chiesa fu edificata a fianco dell'Ospitale dei Pellegrini fra la fine del XV e l'inizio del XVI secolo. Ad essa era collegata la Confraternita del SS. Crocifisso, operante sino alla seconda metà del XIX secolo. Sconsacrata nell'Ottocento, subì radicali trasformazioni all'inizio del Novecento. Nel 1980, per iniziativa del Comune, fu restaurata sotto la direzione dell'architetto Luigi Filippini. Presenta una pregevole facciata, parzialmente ricostruita.
Torre Malatestiana
Stando a quanto riporta l'Adimari, la rocca fu costruita alla fine del '400 come protezione degli abitanti in caso di attacchi e postazione di avvistamento verso le incursioni piratesche. Nel 1795, su progetto dell'architetto Giuseppe Fossati, venne sopraelevata con la creazione di un'altana. Si rese infatti necessaria una sopraelevazione che mantenesse il controllo visivo proprio di questo monumento e fu così che nel 1796 venne completata l'opera. Nell'Ottocento fu acquisita dal conte Saladino Saladini Pilastri di Cesena, che la modificò pesantemente per adattarla a villino per la villeggiatura. Rimase poi di proprietà privata.
Chiesa di Sant'Apollinare
Citata per la prima volta nel 1313, a partire dal Cinquecento venne concessa in successione a diversi ordini monastici (Benedettini, Serviti, Carmelitani) fino alla fine del XVIII secolo. Subì un'importante ristrutturazione nel 1578, fu ampliata nel 1782 ad opera dell’architetto riminese Gaetano Cupioli e nel 1795 fu eretto il campanile. Recentemente restaurata, la chiesa conserva una tela con Gesù Crocifisso, insigne esempio del barocco nella Valconca, presumibilmente facente parte in origine degli arredi sacri dell’oratorio di Santa Croce: il dipinto, databile intorno al 1660, è stato attribuito dal critico P. G. Pasini a Giovan Battista Langetti dopo essere stato precedentemente considerata opera di Bartolomeo Cesi.
Grotte e architetture sotterranee
Interessanti spazi sotterranei si sviluppano sotto alcuni edifici e strade del centro storico. Le grotte, realizzate fra XVI e XIX secolo, scavate nell'argilla e rivestite con laterizio e volte a botte o a crociera, si trovano talvolta in ramificazioni complesse. Esistono dieci distinte strutture, di cui la cosiddetta "grotta Paparoni" è la più interessante: si tratta di una realizzazione complessa di raffinata fattura, con volte a vela e a crociera, comprendente una sala ottagonale con pilastro centrale e sette nicchie.
Chiesa di San Pio V
Fu costruita su progetto degli architetti Antonio Tondini, verucchiese, e Filippo Morolli, riminese, fra il 1858 e il 1869. Venne intitolata a papa Pio V, patrono di Cattolica, che compare in un grande quadro ancora presente nella chiesa, originariamente collocato nell'abside sopra l'altare. Strutturata in tre navate, ha uno sviluppo semplice ed austero. L'interno fu dipinto nel 1928, e ancora negli anni '40, da Fortunato Teodorani. Il campanile, alto ben 52 metri, fu edificato nel 1951 ad opera dell'ingegnere Eligio degli Angeli, su disegno simile a quello dell'Abbazia di San Mercuriale di Forlì, a sua volta ispirato a quello dell'Abbazia di Pomposa. La facciata della chiesa, dopo pesanti modifiche negli anni '50, è stata riportata al suo aspetto originario grazie ad un restauro eseguito nel 2000.
Municipio
L'edificio municipale (noto come "Palazzo Mancini", in memoria di uno dei primi sindaci della città) ebbe la posa della prima pietra nel 1914. L'imponente struttura, originariamente destinata anche ad ospitare le scuole pubbliche, fu costruita in stile neorinascimentale su progetto di Giulio Marcovigi con modifiche di Pasquale Penza.
Mercato coperto

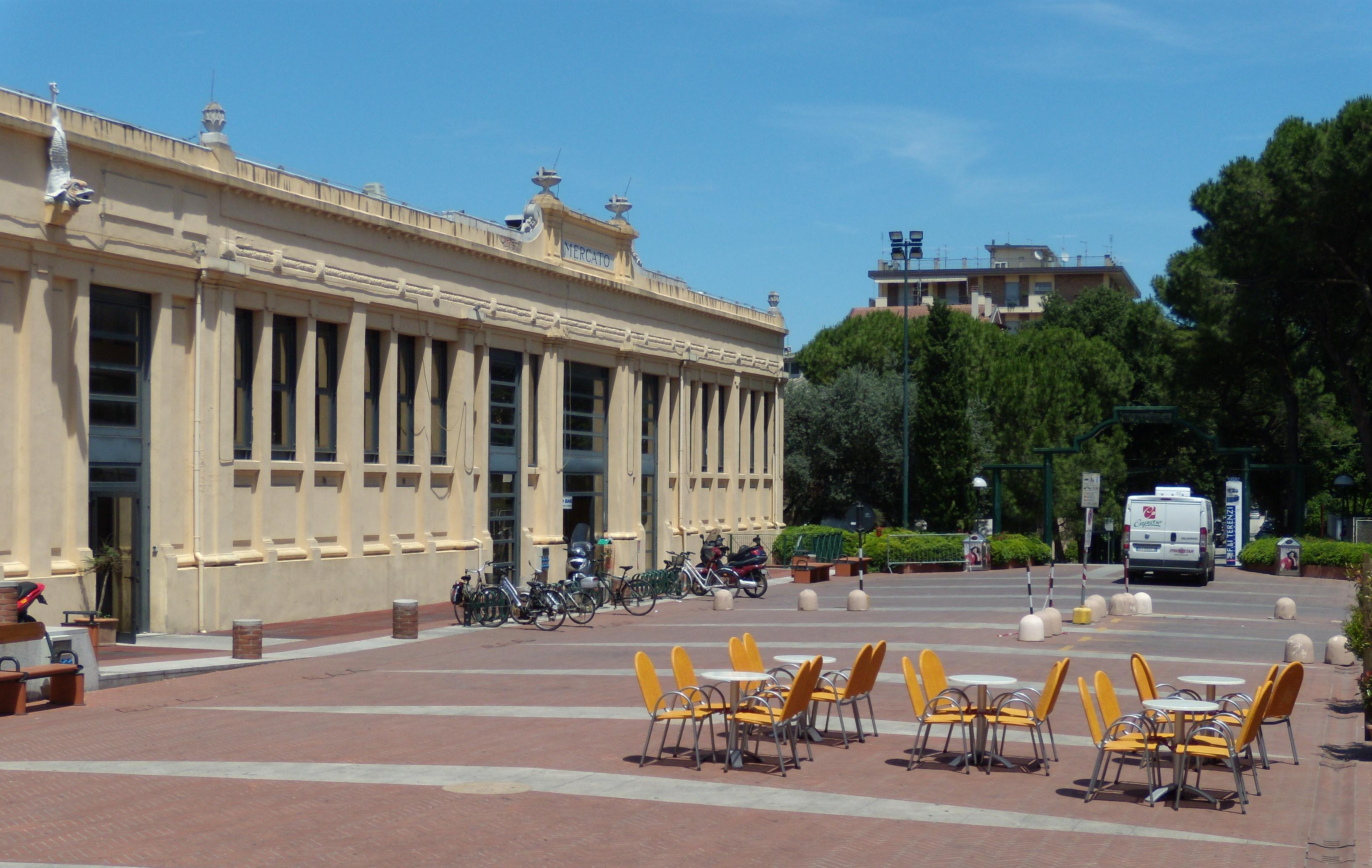
Mercato coperto e Piazza del Mercato

La decisione di costruire uno spazio coperto per ospitare il mercato risale all'inizio degli anni Venti e la struttura venne inaugurata nel 1925. L'edificio fu collocato lungo il principale asse viario che dal centro della città (palazzo Mancini) conduce al mare. Molto curato architettonicamente, mostra uno stile in armonia con le tendenze in voga agli inizi del Novecento. È stato ristrutturato nel 1997, aumentandone la funzionalità e ricavando anche due sale per attività culturali. Ancora oggi, oltre che aggregare numerosi esercizi per la vendita di prodotti (soprattutto alimentari), costituisce un importante luogo d'incontro per i cittadini. L'adiacente Piazza del Mercato Coperto è utilizzata per eventi di carattere socio-culturale ed assemblee pubbliche.

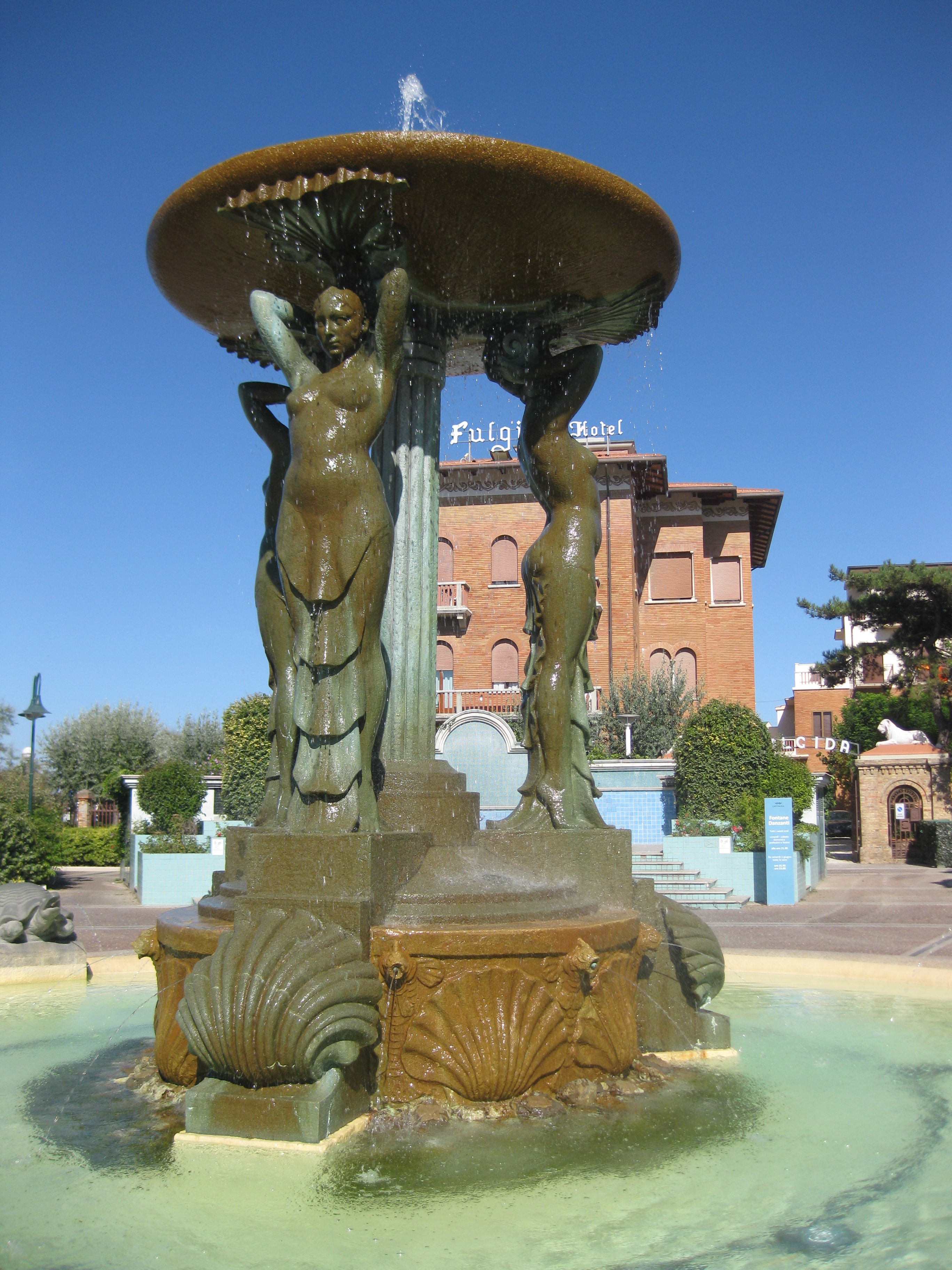
Sirene di Piazza Primo Maggio

Piazza 1º Maggio (Piazza delle Sirene)
L’ampia piazza prospiciente al mare è, dalla fine dell’Ottocento, il centro della zona turistica. Vi si affacciava il Kursaal municipale poi sostituito dal Grande Albergo progettato dall'architetto Melchiorre Bega (l’autarchia linguistica proibiva di denominarlo "Grand Hotel"), oggi anch'esso demolito e sostituito da una struttura turistica. Rimodellata negli anni Ottanta, con la sua struttura circolare rappresenta il centro del passeggio e dell’incontro. Al centro campeggia una fontana di pregevole fattura con sculture che rappresentano tre sirene, realizzata dal forlivese Giuseppe Casalini nel 1928.
Villa Marconi
Situata in prossimità del porto alla confluenza di via Marconi col Lungomare Rasi Spinelli, la villa in stile Liberty fu costruita nell'ambito di una vasta lottizzazione su iniziativa del conte Saladino Saladini e dell'imprenditore Gaetano Stagni che si avvalsero dell'architetto bolognese Giuseppe Majani; venne inaugurata nel 1888 e destinata a Letizia Majani, moglie di Luigi Marconi, zio di Guglielmo. Lo scienziato vi fu ospitato in più occasioni, a partire dal periodo fra il 1893 e il 1896, quando utilizzava un laboratorio ricavato nel sottotetto per i primi esperimenti, avvalendosi della collaborazione del custode-giardiniere Cesare Bacchini. Vi tornò nel 1903 sbarcando a Cattolica con la nave "Sardegna", e ancora nel 1912, 1914 e 1918.
Centro Culturale Polivalente
Edificato tra il 1979 e il 1983 in piazza della Repubblica, è stato progettato dal noto architetto e urbanista Pier Luigi Cervellati come struttura polifunzionale per la cultura. L'interno è un grande “laboratorio” semicircolare con pareti in cemento armato e copertura metallica, con impianti a vista. Si affaccia su piazza della Repubblica, un amplissimo spazio circolare, oggi grande arena (Arena della Regina) per gli spettacoli estivi e concerti. Il Centro offre molteplici servizi: fruizione del patrimonio librario, di archivi e raccolte fotografiche, conferenze e pubbliche letture.
Teatro della Regina
Inaugurato il 14 gennaio 1996 con la presenza del soprano Katia Ricciarelli, è contiguo al Centro Culturale Polivalente e s'affaccia anch'esso su piazza della Repubblica. Con oltre 700 posti la costruzione, progettata anch'essa dall'architetto Cervellati, è una rilettura in chiave moderna del tipico teatro all'italiana. Dotato di due ordini di palchi e un loggione, possiede anche un ridotto con 200 posti.
Acquario Le Navi
La colonia marina "Le Navi" fu una delle poche opere architettoniche in Italia di ispirazione futurista: commissionata dalla Fondazione "Figli del Littorio" (dedicata ai figli degli italiani residenti all'estero) e progettata da Clemente Busiri Vici nel 1932, fu realizzata in breve tempo sulla costa al confine con Misano Adriatico e inaugurata nel 1934 con il nome "XXVIII Ottobre". In origine consisteva in cinque edifici che seguivano una morfologia aeronavale: le navi (da cui in seguito l'intero complesso prese il nome), gli aerei, gli idrovolanti, le littorine e i sommergibili. Ad essi se ne aggiunsero successivamente altri. Negli anni fra il 1935 e il 1943 la colonia operò come un centro autosufficiente, dotato anche di una fattoria propria, ospitando circa duemila bambini (i "marinaretti") che obbedivano a una rigida disciplina. Dopo la fine del regime, il complesso continuò ad essere utilizzato dismettendo progressivamente la sua funzione fino a rimanere inutilizzato, oltre ad essere parzialmente venduto e demolito: un destino comune ad altre analoghe colonie in Italia. Nel 1991 la struttura ormai fatiscente fu utilizzata dal regista Marco Ferreri come set per il suo film La casa del sorriso. Nel 1993 il Comune iniziò a progettare la sua trasformazione in un "Parco Tematico del Mare" che verrà inaugurato nel 2000 come Acquario di Cattolica Le Navi, il più grande in Italia dopo quello di Genova.

## Società

### Evoluzione demografica
Abitanti censiti

### Etnie e minoranze straniere
Secondo i dati ISTAT al 31 dicembre 2019 la popolazione straniera residente nel comune era di 1 962 persone, corrispondenti al 11,4% del totale dei residenti. Le nazionalità maggiormente rappresentate, in assoluto e in percentuale sull'intera popolazione straniera, risultano:
- Ucraina, 449 (22,9%)
- Romania, 388 (19,8%)
- Albania, 353 (18,0%)
- Moldavia, 108 (5,5%)
- Senegal, 80 (4,1%)
- Russia, 64 (3,3%)
- Bangladesh, 56 (2,9%)
- Cina, 52 (2,7%)
- Marocco, 51 (2,6%)

### Lingue e dialetti
A Cattolica è parlata una variante locale del dialetto romagnolo (sottotipo riminese). Pur trovandosi adiacente alle Marche, il comune non costituisce zona di margine linguistico, poiché il dialetto parlato oltreconfine (detto gallo-piceno o marchigiano settentrionale) è classificato dai glottologi fra gli idiomi appartenenti al continuum emiliano-romagnolo.

## Cultura

### Letteratura

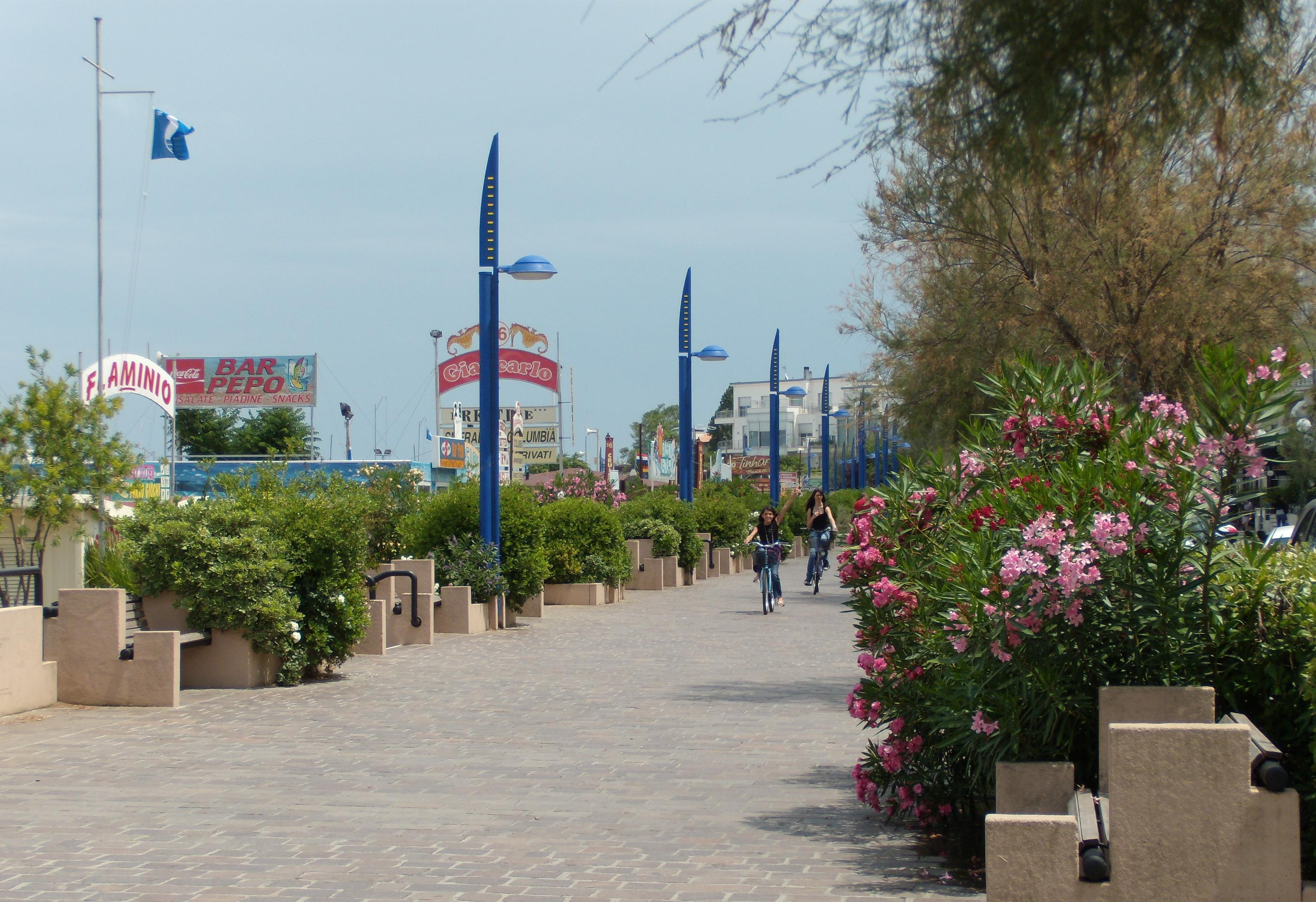
Lungomare Rasi-Spinelli

Il concorso letterario Bref, organizzato a partire dal 2018, seleziona ogni anno, in estate, i migliori racconti brevi inviati dai partecipanti. È organizzato dalla locale rivista Cubìa. Dal 1973 si svolge a fine giugno il MystFest, festival internazionale del giallo e del mistero, durante il quale si assegna il Premio Gran Giallo Città di Cattolica, nato dall'idea di Enzo Tortora, Alberto Tedeschi (storico direttore de Il Giallo Mondadori già partner del concorso) e Oreste Del Buono; da allora, molti giallisti si sono cimentati nel concorso e alcuni hanno raggiunto la notorietà. Alcuni esempi sono: Loriano Macchiavelli, Bruno Gambarotta, Corrado Augias, Eraldo Baldini, Andrea G. Pinketts, Carlo Lucarelli. Il festival propone appuntamenti, spettacoli, letture, proiezioni e dibattiti che mettono in mostra, in piazza 1º Maggio e in altri spazi, le mille sfumature del giallo.

### Teatro
Il Teatro della Regina offre ogni anno una densa stagione di rappresentazioni spaziando fra tutti i generi. Spettacoli di teatro e performance artistiche si tengono anche presso il cinema Snaporaz.

### Cinema
Ha sede nel comune l'associazione culturale Toby Dammit. Costituitasi intorno al 2000 è attiva per offrire alternative al cinema puramente commerciale. Fa parte della Federazione italiana dei circoli dei cinema, associazione dedicata alla salvaguardia del patrimonio culturale cinematografico. Oltre a gestire il cinematografo locale Snaporaz e a organizzare iniziative culturali produce corto-mediometraggi. Ha ottenuto alcuni riconoscimenti internazionali con il film Tutti morimmo a stento, prodotto nel 2015, che racconta la vicenda dei martiri della Resistenza Domenico Rasi e Vanzio Spinelli.

### Musica
Alcuni eventi musicali rientrano nelle stagioni del Teatro. Ad ogni estate gli spazi dell'Arena della Regina ospitano grandi concerti, soprattutto nei generi pop e rock. Il Coro Lirico della Regina è attivo dal 1996. Pur non essendo composto da cantanti professionisti, il suo livello di preparazione è notevole. Ha tenuto centinaia di concerti e si è affermato in diversi concorsi coristici. Ha anche preso parte ad eventi assieme all’Orchestra dei Cameristi Del Montefeltro, all’Orchestra Rossini di Pesaro (diretta dal Maestro Giorgio Leardini) e ai i Percussionisti dell’Accademia Nazionale di Santa Cecilia.
Il cantautore Samuele Bersani è originario di Cattolica.

### Filosofia
Nel 1979, su iniziativa dell'assessorato alla cultura, fu avviata un'iniziativa di grande prestigio: con il titolo Cosa fanno oggi i filosofi? vennero chiamati a Cattolica i maggiori filosofi del tempo per tenere conferenze, dibattiti e dialoghi col pubblico. Il successo fu immediato, i diversi pensatori accettarono gli inviti e la presenza e l'interesse del pubblico superarono le aspettative. I cicli di incontri seguitarono negli anni, di volta in volta con temi diversi (Sulla natura delle cose, Estetica, il vero e il falso, Della felicità, L'arte di vivere...) coinvolgendo non solo filosofi ma i più diversi esponenti del pensiero: sociologi, psicologi, giuristi, economisti, scienziati. Fra le personalità intervenute: Baudrillard, Gadamer, Eco, Viroli.

### Cucina

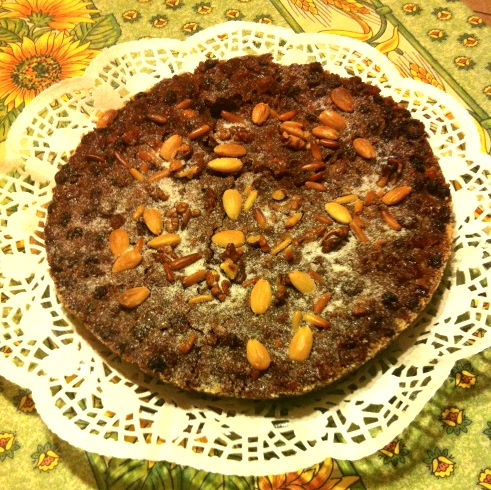
Miacetto, dolce tradizionale di Cattolica

La cucina è caratterizzata da una marcata presenza di piatti di mare. Inoltre, la sua qualità risente dell'attività che ha caratterizzato da secoli, ancor più della marineria, la vita cittadina: la conduzione di osterie e taverne. Si è avuto, in particolare, un certo arricchimento e raffinamento (ma senza distaccarsi dalla tradizione) iniziato negli anni '50, quando tante famiglie gestivano piccole pensioni, e una simile evoluzione si ritrova anche negli altri centri della riviera romagnola. Con le pensioni a conduzione famigliare non si aveva separazione fra il far da mangiare per turisti e farlo per la casa: per gli ospiti si cucinava a partire dalla gastronomia locale, si cercava di evolverla in meglio e si riportavano novità nei gusti di casa, finché diventavano arricchimenti della cucina casalinga di tutti i residenti.
Due sono le specialità gastronomiche tradizionali esclusive di Cattolica: miacetto e bizulà.
Il miacetto è un dolce natalizio a base di frutta secca, scorze di agrumi, miele, zucchero e cruschello (rumgiòl), senza lievito, cotto in forno. Conosciuto da secoli, è tuttora molto vivo nella tradizione della città. La sua ricetta è abbastanza definita, anche se ogni famiglia si tramanda la propria piccola variante. Viene prodotto principalmente in casa e regalato a parenti e amici come gesto d'augurio e per rinsaldare i legami con le persone care, ma nel periodo natalizio è anche in vendita nelle panetterie e pasticcerie cittadine.
Il bizulà, presente anche a Pesaro, era l'antico alimento di sostentamento dei pescatori locali quando uscivano in mare (da non confondersi con specialità emiliane e venete chiamate bussolà, del tutto diverse essendo ricche di zucchero e uova, pur accomunate dalla forma a ciambella). Si tratta di una sorta di pane biscottato a forma di ciambella, portato in barca tenendolo appeso ad un filo (per evitare che un'ondata, portando acqua nel fondo dello scafo, lo inzuppasse) come riserva di cibo in mare, potendo conservarsi buono per diversi giorni. Non essendovi più quest'uso per necessità oggi è molto raro e rimane una curiosità.

### Eventi

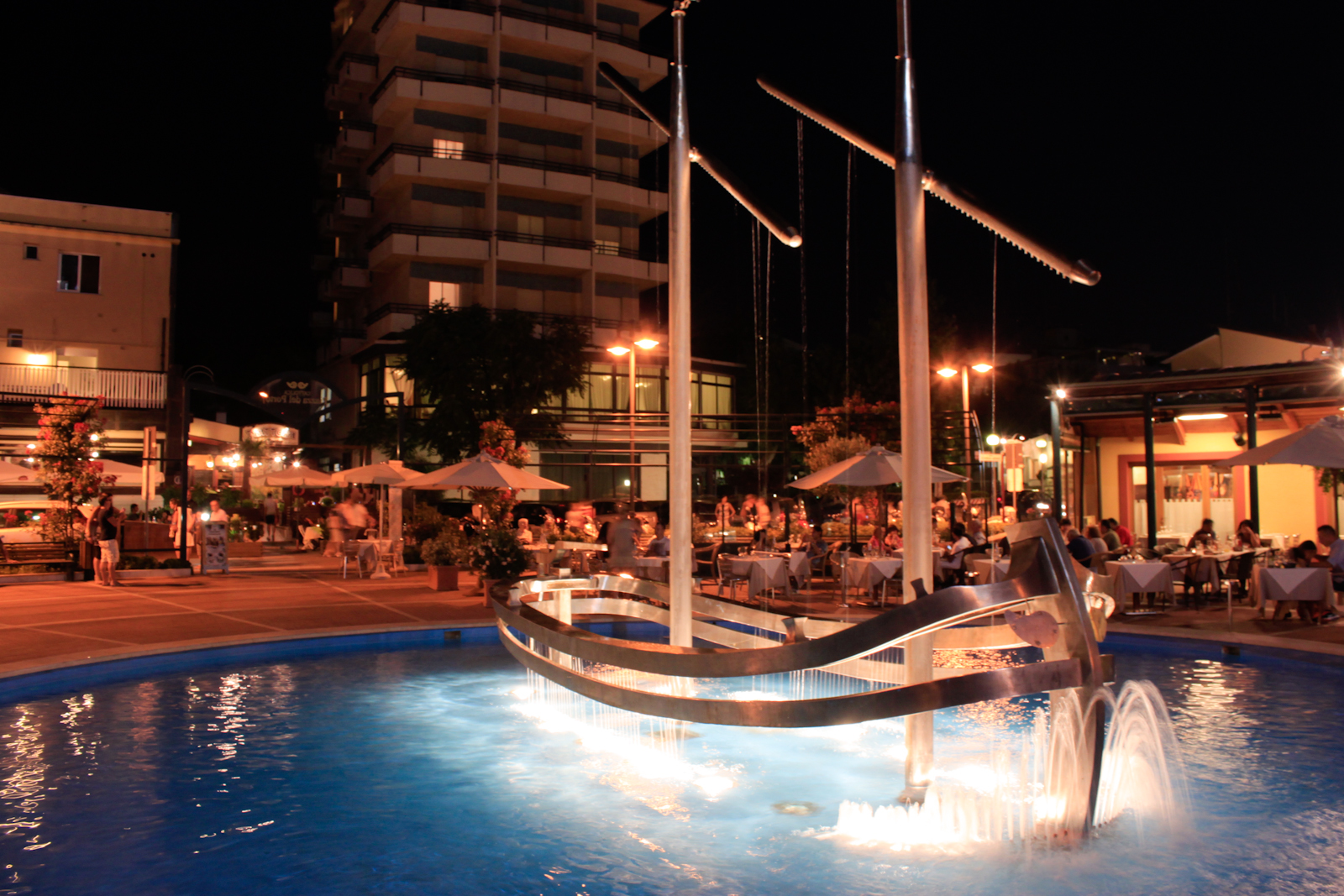
La fontana del porto rappresentante un trabaccolo

- Festa di Stella Maris: i pescherecci e le vongolaie portano in mezzo al mare la statua della Madonna "Stella Maris" dopo una processione religiosa.
- Cattolica in fiore: mostra-mercato di fiori, piante ornamentali e vivaismo. Dagli anni Cinquanta si tiene a metà primavera, occupa diverse piazze e vie del centro, prevede diversi eventi in tema e si protrae per più giorni.
- Notte rosa: viene festeggiata nelle località lungo la costa romagnola, si svolge a giugno-luglio ed è di origine recente. Per l'occasione i negozi, bar e ristoranti addobbano i locali di rosa. Si anima con balli in spiaggia e il caratteristico tuffo di mezzanotte in mare.

## Economia

### Turismo
Dai primi anni del Novecento, Cattolica è conosciuta con l'appellativo turistico di Regina dell'Adriatico. Ha sede nel comune l'acquario Le Navi, tra i più grandi d'Italia.

## Infrastrutture e trasporti

### Strade
Il comune è interessato dall'autostrada Adriatica A14 (casello "Cattolica-S. Giovanni-Gabicce") e dalla Strada statale 16 Adriatica.

### Ferrovie
Cattolica è servita dalla Stazione di Cattolica-San Giovanni-Gabicce, posta sull'asse ferroviario Bologna-Ancona.

### Porti
Il porto di Cattolica, prevalentemente peschereccio, è situato alla foce del torrente Tavollo ed è protetto da due moli banchinati: il Molo di Levante ed il Molo di Ponente; su quest’ultimo si trova una darsena turistica.

### Mobilità urbana
I trasporti interurbani di Cattolica vengono svolti con servizi regolari di autobus gestiti dalla società Start Romagna.

## Amministrazione

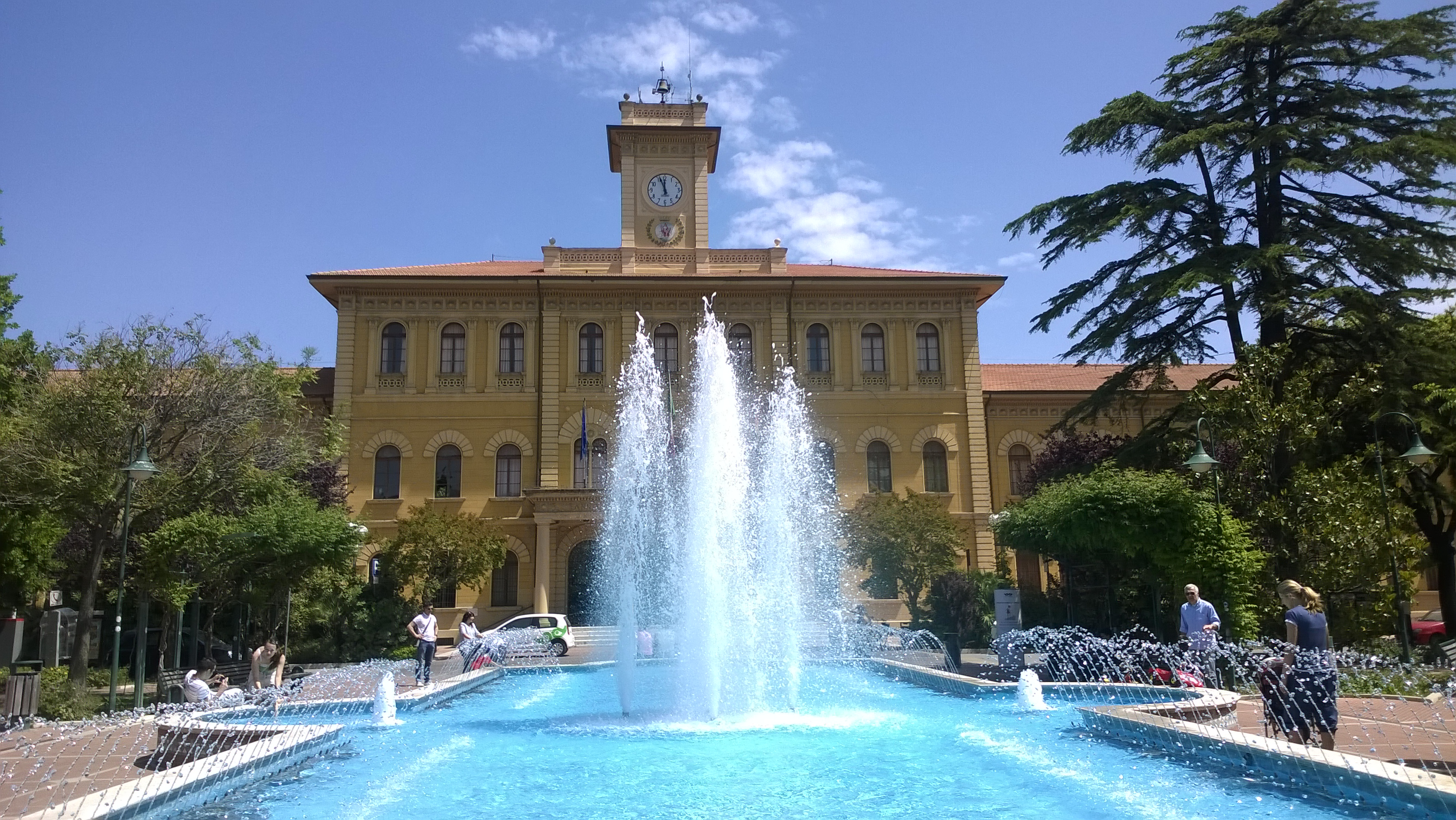
Palazzo Mancini, sede del comune di Cattolica

Gonfalone civico

Di seguito è riportata la tabella cronologica delle amministrazioni comunali
| Periodo          | Periodo          | Primo cittadino     | Partito         | Carica                  | Note |
| ---------------- | ---------------- | ------------------- | --------------- | ----------------------- | ---- |
| 1946             |                  | Giuseppe Ricci      | PCI             | Sindaco                 |      |
| 1951             |                  | Guerrino Renzi      | PCI             | Sindaco                 |      |
| 1956             |                  | Primo Bartoli       | PCI             | Sindaco                 |      |
| 1960             |                  | Ottavio Lazzari     | PCI             | Sindaco                 |      |
| 1965             |                  | Mario Castelvetro   | PCI             | Sindaco                 |      |
| 1970             |                  | Sergio Grossi       | PCI             | Sindaco                 |      |
| 1975             |                  | Sergio Grossi       | PCI             | Sindaco                 |      |
| 1980             |                  | Franco Mazzocchi    | PCI             | Sindaco                 |      |
| 1985             |                  | Franco Mazzocchi    | PCI             | Sindaco                 |      |
| 1990             |                  | Gianfranco Micucci  | Centro-sinistra | Sindaco                 |      |
| 24 aprile 1995   | 12 giugno 1999   | Gianfranco Micucci  | Centro-sinistra | Sindaco                 |      |
| 13 giugno 1999   | 12 giugno 2004   | Gianfranco Micucci  | Centro-sinistra | Sindaco                 |      |
| 13 giugno 2004   | 6 giugno 2009    | Pietro Pazzaglini   | Centro-sinistra | Sindaco                 |      |
| 7 giugno 2009    | 17 novembre 2010 | Marco Tamanti       | PD              | Sindaco                 |      |
| 18 novembre 2010 | 14 maggio 2011   | Nazzareno De Franco |                 | Commissario Prefettizio |      |
| 15 maggio 2011   | 19 giugno 2016   | Piero Cecchini      | Centro-sinistra | Sindaco                 |      |
| 20 giugno 2016   | 18 ottobre 2021  | Mariano Gennari     | M5S             | Sindaco                 |      |
| 19 ottobre 2021  | in carica        | Franca Foronchi     | Centro-sinistra | Sindaco                 |      |

### Gemellaggi
- Cortina d'Ampezzo
- Peio
- Ardesio
- Hodonín
- Saint-Dié-des-Vosges
- Faches-Thumesnil
- Debrecen

## Sport

### Calcio
L'Associazione Calcio Cattolica Calcio, nata nel 1923 e rifondata diverse volte, raggiunse il suo culmine con il campionato di serie C2. Ora milita nel campionato di Eccellenza dell'Emilia Romagna, disputando le proprie partite allo stadio "Giorgio Calbi", ristrutturato nel 2019 e dotato ora di campi in sintetico.
Hanno inoltre sede nel comune le società A.C.D. Torconca Cattolica e U.S. Superga '63, che disputano campionati regionali, rispettivamente Promozione e Prima categoria.

### Tennis
Hanno sede nel comune tre circoli di tennis: Queen's Club Cattolica aperto nel 2020 dall'ex tennista Giorgio Galimberti, Circolo tennis Cerri inaugurato nel 1928, Circolo tennis Massimiliano. M. Kolbe inaugurato nel 2020.

### Sport acquatici
Il Circolo Nautico Cattolica, sorto nel 1991 nella zona delle colonie marine, comprende una scuola vela.

### Ciclismo
Per quattro volte Cattolica è stata sede di arrivo di una tappa del Giro d'Italia:
- 1957: 4ª tappa Ferrara-Cattolica;
- 1958: 13ª tappa San Benedetto del Tronto-Cattolica;
- 1978: 5ª tappa Prato-Cattolica;
- 2021: 5ª tappa Modena-Cattolica.[49]